# Mafrasch
Mafrasch sind Textilien des nomadischen und bäuerlichen Alltags, insbesondere der turkmenischen Volksgruppen im Kaukasus und in Nordwest-Persien. Es handelt sich dabei um Einzelbehälter zur Aufbewahrung von Bettzeug, Kleidern und Hausrat (Besteck, Munition, Herstellungsutensilien für Teppiche), sowie Lebensmittel und Getreide. Mafrasch haben die Funktion textiler Schränke und nicht – wie oft irrtümlich angenommen – als Kinderwiegen. Sie werden aber auch als Koffer und Kisten für die Wanderungen eingesetzt. Sie werden zumeist aus pflanzlich eingefärbter Schafwolle hergestellt, welche traditionell in Schlitzkelim- oder Sumaktechnik verwoben wird. Daneben finden Ziegen- oder Kamelhaar Verwendung. Seit Anfang des 20. Jahrhunderts wird auch synthetisch gefärbte Wolle verwendet.